# 6號環狀道路
6號環狀道路（英語：Circumferential Road 6，簡稱C-6），或稱馬尼拉都會區東南部快速道路（Southeast Metro Manila Expressway），為菲律賓一條規劃中的道路，全線完工後將成為馬尼拉都會區境內第六座且最外圍的環道，並且將途經馬尼拉都會區境內的帕西格市、達義市與文珍俞巴市等城市，以及布拉干省、黎剎省與甲米地省等省份。此道路又稱為馬尼拉都會區收費道路（Metro Manila Tollway），起初計畫為連接聖何塞-德爾蒙特（接北呂宋快速道路）與文珍俞巴市（接南呂宋快速道路），總長59.5公里的環狀快速道路，途經黎剎省境內的罗德里格斯、聖馬特奧、安蒂波洛以及泰泰等城市，並且延伸至甲米地省境內的巴科奧爾、伊穆斯、卡維特以及諾韋萊塔等城市，但至今為止只有達義路段已完工通車。

## 道路
6號環狀道路分為以下路段：

### 貝湖公路
6號環狀道路達義路段為沿著贝湖湖岸興建，已於2009年完工通車，南起達義市境內之M.L.奎松街（M.L. Quezon Street），北至帕西格市與黎剎省泰泰邊界之納皮丹橋（Napindan Bridge），全長約7公里，車道布設型式採用二車道。此道路於2017年2月完成拓寬，其車道布設型式改為四車道，公共工程暨公路部將此道路更名為貝湖公路（Laguna Lake Highway）
此道路計畫連接至貝湖湖岸堤防快速道路（Laguna Lakeshore Expressway Dike，規劃中）。